# Düngegesetz
Das deutsche Düngegesetz regelt seit dem 6. Februar 2009 das Inverkehrbringen von Düngemitteln und das Düngen selbst. Einzelheiten sind in der Düngeverordnung festgelegt.
Vorgänger des Düngegsetzes war das Düngemittelgesetz aus dem Jahre 1977.

## Ziel und Zweck
Eine entscheidende Neuerung ist die Formulierung der Bodenfruchtbarkeit als ein wesentliches Ziel der Düngung. Im Düngemittelgesetz wurde Düngung als Pflanzenernährung definiert.

## Gliederung
Das Düngegesetz ist folglich gegliedert:
§ 1 Zweck
§ 2 Begriffsbestimmungen
§ 3 Anwendung
§ 4 Mitwirkungshandlungen
§ 5 Inverkehrbringen
§ 6 EG-Düngemittel
§ 7 Kennzeichnung, Verpackung
§ 8 Toleranzen
§ 9 Probenahmeverfahren, Analysemethoden
§ 10 Wissenschaftlicher Beirat
§ 11 Klärschlamm-Entschädigungsfonds
§ 12 Überwachung
§ 13 Behördliche Anordnung
§ 14 Bußgeldvorschriften
§ 15 Rechtsverordnungen in bestimmten Fällen
§ 16 Ermächtigung zur Aufhebung von Vorschriften
§ 17 Übergangsregelung
§ 18 Inkrafttreten, Außerkrafttreten